# Wang Jianjiahe
Wang Jianjiahe (Anshan, 17 luglio 2002) è una nuotatrice cinese, specializzata nello stile libero, in particolare nel mezzofondo.
Ai Mondiali in vasca corta 2018, ha vinto la medaglia d'oro negli 800 m stile libero, nella 4 × 200 m stile libero e l'argento nei 400 m sl.

## Palmarès
- Mondiali:

Gwangju 2019: bronzo nei 1500 m sl.
- Mondiali in vasca corta:

Hangzhou 2018: oro negli 800 m sl e nella 4 × 200 m sl, argento nei 400 m sl.
- Giochi asiatici

Giacarta 2018: oro nei 400 m sl, negli 800 m sl, nei 1500 m sl e nella 4 × 200 m sl.